# ヴェルナー・ナウマン
ヴェルナー・ナウマン（Werner Naumann　1909年6月16日 -  1982年10月25日）は、ドイツの政治家。国民啓蒙・宣伝省の次官。敗戦の直前、ヒトラーの遺書によって国民啓蒙・宣伝大臣に任命された。

## 略歴

### 生い立ち
ドイツ帝国シュレージエン地方のグーラウに生まれた。ベルリン・ジュネーブ・ブレスラウと居を移しながら法学と政治経済学を学び、1936年に博士号を取得。

### ナチ入党
学究生活の傍らで1928年に国家社会主義ドイツ労働者党へ入党し、同時に突撃隊にも入隊している。1933年に国民啓蒙・宣伝省の参事官及びゲッベルスの専属補佐官に任じられ、突撃隊少将へと昇進している。また同時に親衛隊大尉として親衛隊に移籍している。1937年にはブレスラウのプロパガンダ監督官になっている。1940年からは第1SS装甲師団の大隊長となり、1941年に負傷するまで務めた。

### ゲッベルス後継者
負傷から回復後の1942年に国民啓蒙・宣伝省の官房長に任命される。
1944年に国民啓蒙・宣伝省次席次官であるレオポルト・グッテラーの後任に任命された。1945年にゲッベルスとともに総統地下壕へと移る。ヒトラーの遺書によって、首相に昇格したゲッベルスの後継者と定められる。

### 逃亡
1945年5月1日に総統地下壕から脱出した後、1945年から1949年までの間、西ドイツ南部で偽名を使って煉瓦職人として隠れ住んでいた。1950年からはデュッセルドルフで貿易会社を経営する傍ら旧ナチ党の中核メンバーを集めて秘密裏にナウマン・サークルを結成、右派政党への集団入党を通じてナチス再建を企てた。

### 政治活動
だが自由民主党のノルトライン＝ヴェストファーレン州組織への加入が露見し、1953年にイギリス軍に逮捕される。その年のうちに釈放された後はドイツ帝国党（1950年結党の政党で、1866年結党の同名政党とは異なる）で活動する。
後にリューデンシャイトに所在するクヴァント・コンツェルン（オーナーのハラルト・クヴァントはゲッベルスの妻マクダの連れ子であった）系列のブッシュ＝イェーガー社の代表取締役となった。
1982年10月25日にリューデンシャイトで死去した。